# رولز-رویس آربی۱۰۶
رولز-رویس آربی۱۰۶ (به انگلیسی: Rolls-Royce RB106) یک موتور هواگرد ساختِ کارخانهٔ رولز-رویس لیمیتد در کشور بریتانیا است.